# مارت راسک
مارت راسک (استونیایی: Märt Rask؛ زادهٔ ۱۹ دسامبر ۱۹۵۰) سیاست‌مدار و حقوق‌دان اهل استونی است.
وی از سال ۲۰۰۴ تا ۲۰۱۳ قاضی ارشد دیوان عالی استونی، از سال ۱۹۹۹ تا ۲۰۰۳ وزیر دادگستری استونی و از سال ۱۹۹۵ تا ۱۹۹۶ وزیر کشور استونی بوده است.